# Font de la Puig
Font de la Puig és una font de la vila i municipi de Massoteres (Segarra) inclosa en l'Inventari del Patrimoni Arquitectònic de Catalunya.

## Descripció
Aquesta font es troba en un espai proper a la carretera que uneix Massoteres i Biosca. Actualment es troba ben arranjada i visitable.
La font està formada per un frontal d'on néixen tres brocs, el central de pedra i més gran, mentre que els dels laterals són un de pedra i l'altre de plom. En aquest frontal de pedra hi ha una inscripció: "FETA DIA 26 MAIG 1851"
Aquesta font es troba adherida al mur que sustenta la terrassa superior, ja que estem en una zona d'horts amb un fort desnivell del terreny.

## Ús de la font
Al peu de la carretera un plafó indica el lloc on baixa el caminet a la font. Textualment el plafó diu: "La Font de la Puig, d'origen medieval, fou recuperada el 21 de maig de 1851. Consta de tres sortidors, dos dels quals han rajat sempre i el tercer tan sols de forma esporàdica. La bassa de la Puig, situada al costat de la font, servia per emmagatzemar l'aigua que en brollava i distribuir-la a través d'un complex sistema de regs a cadasqún dels 67 horts que havia arribat a alimentar".

## Referències

Font de la Puig
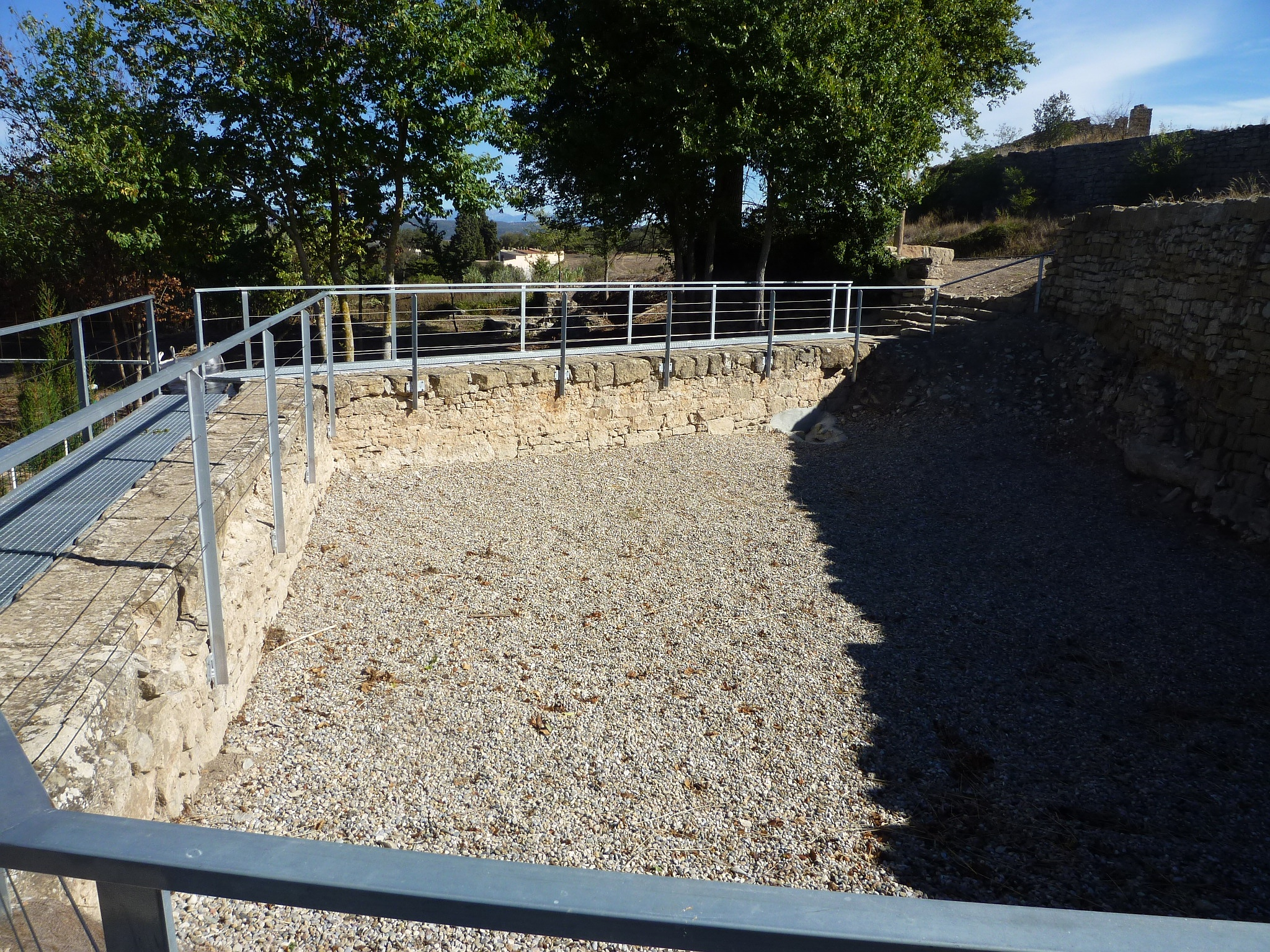
Bassa de la Puig
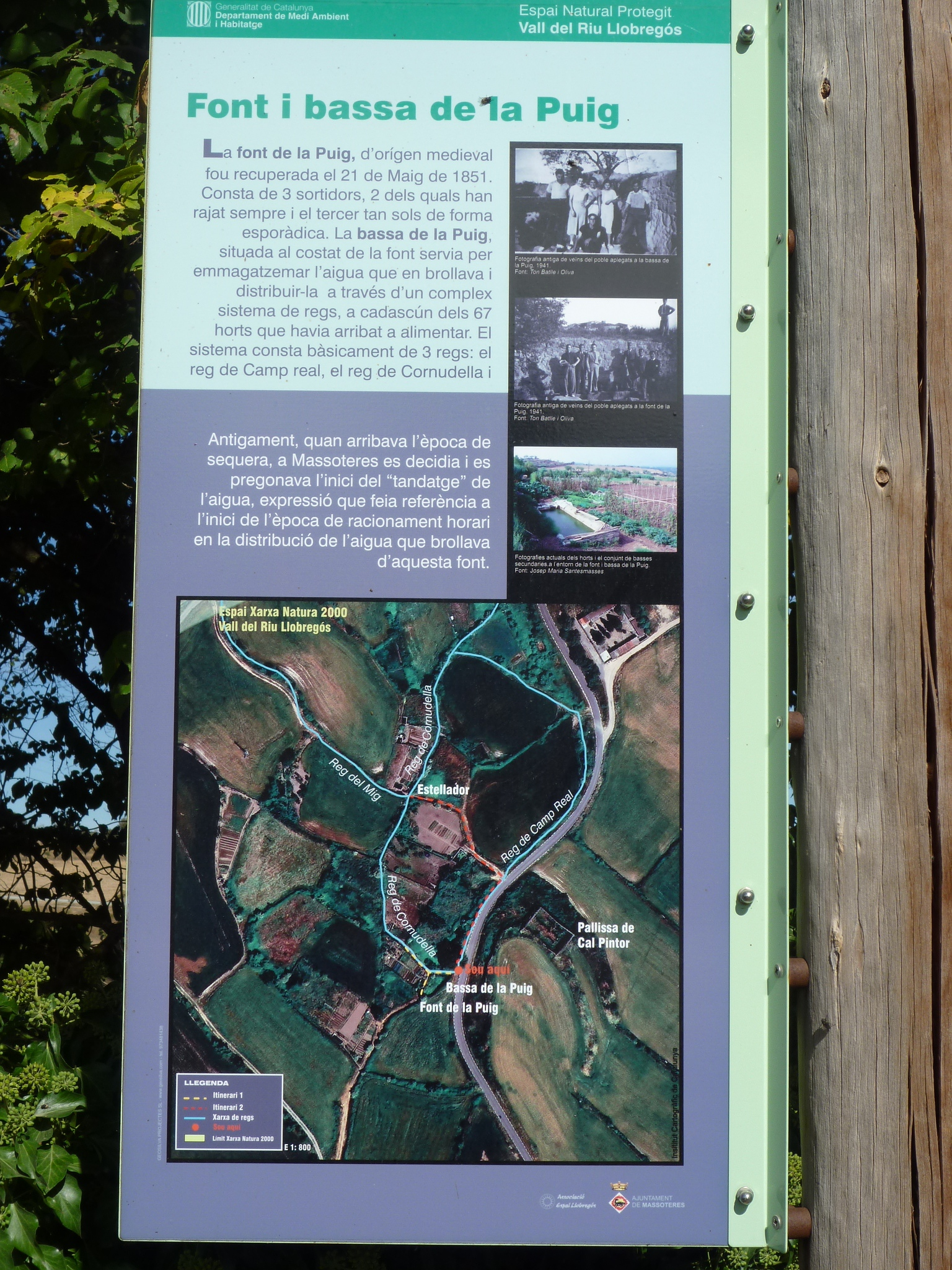
Plafó indicatiu
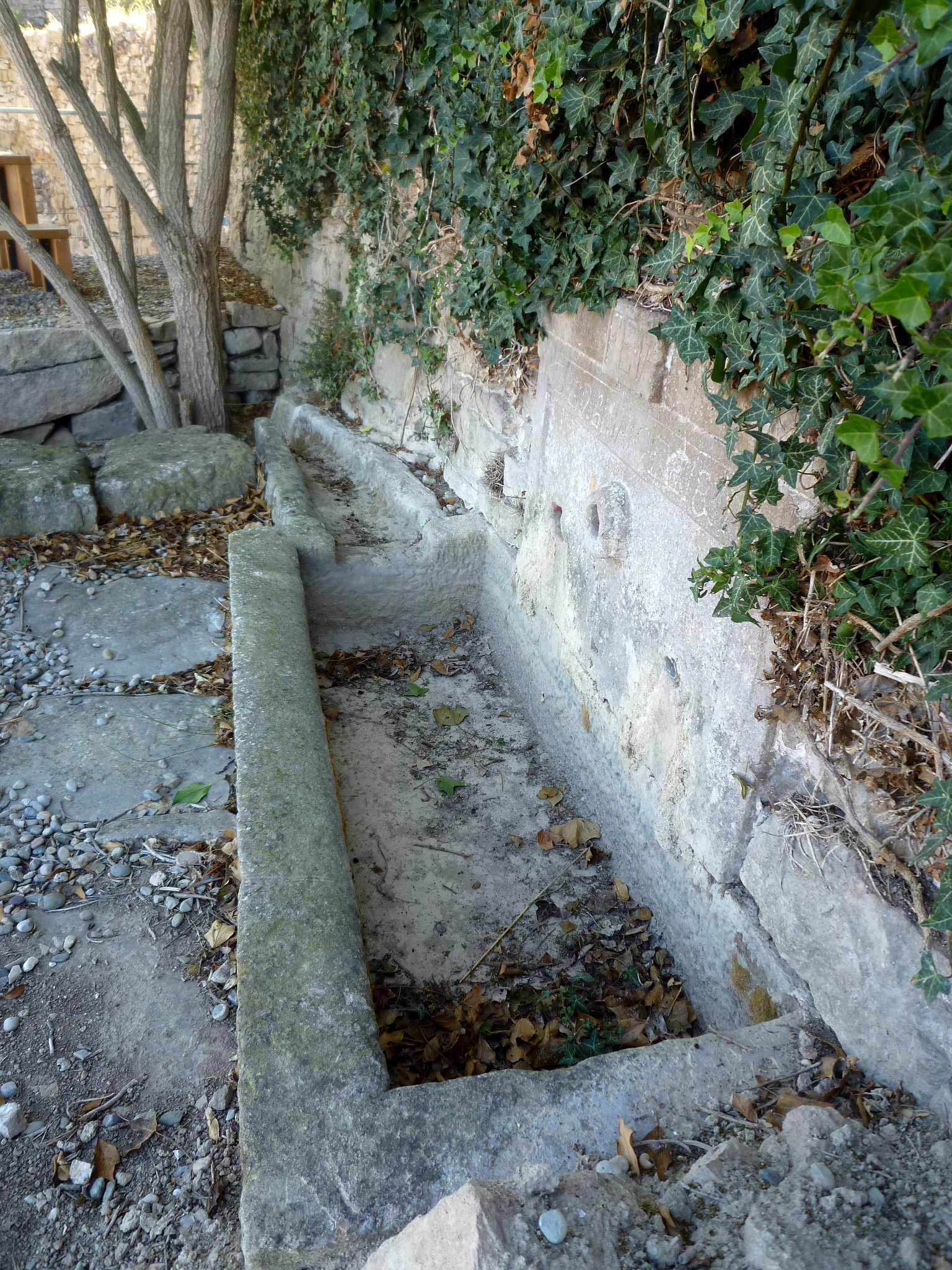
Font